# Pentabromoetilbenzene
Il pentabromoetilbenzene è un alogenuro arilico.

Non è solubile né in acqua né nella maggior parte dei solventi organici.
Il composto è impiegato, assieme ai suoi derivati, come polvere per estintori e materia prima per resine e plastiche, in quanto poco reattivo e resistente alle alte temperature.